# Carole Quinton
Carole Louise Quinton-Barr puis Quinton-Kibble-White (née le 11 juillet 1936 à Rugby) est une athlète britannique spécialiste du 80 et du 100 mètres haies. Licenciée au Birchfield Harriers, elle mesure 1,73 m pour 60 kg.

## Carrière

### Palmarès
| Date | Compétition                                     | Lieu      | Résultat | Épreuve    | Performance |
| ---- | ----------------------------------------------- | --------- | -------- | ---------- | ----------- |
| 1958 | Jeux de l'Empire britannique et du Commonwealth | Cardiff   | 2e       | 80 m haies | 10 s 7      |
| 1958 | Championnats d'Europe                           | Stockholm | 4e       | 80 m haies | 11 s 0      |
| 1958 | Championnats d'Europe                           | Stockholm | 2e       | 4 × 100 m  | 46 s 0      |
| 1960 | Jeux olympiques d'été                           | Rome      | 2e       | 80 m haies | 10 s 99     |

### Records
| Épreuve    | Performance | Lieu    | Date |
| ---------- | ----------- | ------- | ---- |
| 100 mètres | 11 s 9      |         | 1960 |
| 80 m haies | 10 s 7      | Cardiff | 1960 |